# Wadi us-Salaam
Wadi us-Salaam (en árabe: وادي السلام‎, lit. 'Valle de la Paz') es un cementerio islámico, ubicado en la ciudad sagrada de Shia en Náyaf, región de Al-Náyaf y provincia del mismo nombre en Irak. Está considerado como uno de los cementerios de  mayor extensión y antigüedad del mundo. Está incluido en el listado de sitios del Patrimonio Mundial de la UNESCO desde el 24 de enero de 2011 y está protegido por ley desde 1999.
En él hay enterramientos documentados desde el año 600, hace más de 1400 años, y ocupa una superficie de 601,1 hectáreas (6 kilómetros cuadrados), aunque en la documentación de la UNESCO dice que ocupa  917 hectáreas y supone un 13% de la superficie de la ciudad. Se estima que hay unos cinco millones de cadáveres enterrados en él, siendo el proceso de inhumación la única forma de utilización de la instalación, siguiendo la doctrina musulmana. Según una creencia chiita las almas de todos los hombres y mujeres creyentes y fieles a su religión, serán trasladados allí, esto sin importar donde fueron enterrados. Este recinto es un ejemplo de tradición cultural y del uso de la tierra, estando asociado  con eventos o creencias y tradiciones vivas.
Entre la multitud de enterramientos se hallan los  del príncipe de los fieles, Ali Ibn Abi Tálib, y las tumbas de los profetas Salé y Hud, así como los  reyes de Al-Hira y sus líderes de la era sasánida, entre otros muchos reyes, sultanes, príncipes del estado de Hamdania, Fatimia, Al-Buwayhyia, Saffawayia , Qajar y Jalairiyah.
Hay una gran variedad de tumbas, desde la tumbas bajas hasta las torres o tumbas altas de más de 4 metros de altura. También hay estancias subterráneas y recintos especiales destinados a familias enteras. Dentro del recinto del cementerio se ubica el santuario del imam Alí ibn Abi Tálib, el primer imám chií y cuarto califa suní. Por lo tanto, así todos los chiíes en Irak desean ser enterrados aquí. 
Durante la invasión de Irak por parte de los EE. UU. en 2003, el cementerio se convirtió en un punto de resistencia y fue destruido en una gran parte por el ejército de los Estados Unidos. Durante la guerra de 2003 y las sectarias de 2006 y 2007 el cementerio recibía del orden de 200 a 250 cadáveres diarios lo que hizo que se ampliara en 10 km², posteriormente, a partir de 2010, el número de enterramientos diarios se estabilizó entre 80 y 100.
Los entierros en Wadi us-Salaam se han documentado ya en las épocas parta y sasánida, y las antiguas ciudades mesopotámicas a menudo tenían cementerios similares, donde había una acumulación de tumbas..Se supone que es el cementerio más grande del mundo. Se estima que antes de la guerra se enterraban entre 200 y 250 cadáveres al día, pero en 2014 este número había bajado a menos de un centenar.

## Tradiciones chiitas
Los chiitas creen que Abraham compró la tierra de Wadi Al-Salam y que Ali ibn Abi Tálib dijo que era un pedazo del paraíso.  La mayoría de los chiitas cree que Ali bin Abi Tálib intercederá por el difunto durante el paso de su alma de esta vida al más allá lo que alienta a los chiitas a enterrar a sus muertos en el cementerio a través de ceremonias religiosas, en algunas de las cuales el cadáver se lava y se envuelve en un sudario en el cementerio y se realiza una oración. El funeral se lleva a cabo en el santuario del Imam Ali, y la comitiva fúnebre se gira alrededor del santuario tres veces, y algunos versos del Corán se recitan durante el proceso de entierro.
La ampliación del cementerio también se ve como resultado de la actitud «más indulgente» de los chiitas con respecto a la construcción  de tumbas, en contraste con los sunitas con respecto a la construcción de santuarios, que se considera una innovación y contraria a la orden del profeta Mahoma.

## Lugares sagrados
- Gran Ayatolá Mohammad Mohammad Sadeq al-Sadr: su mausoleo es posiblemente el más visitado del cementerio.[7]

- Tumba del Gran Ayatolá Muhammad Baqir al-Sadr
- Mezquita del Profeta Hud. La mezquita y la tumba se encuentran en el medio del cementerio con su cúpula azul. Se cree que el profeta Salé también está enterrado allí.
- Maqam Imam Mahdi y Imam Jafar Sadiq

## Entierros destacados
- Rais Ali Delvari
- Khalou Hossein Bord Khuni Dashti
- Sayed Ali Qadhi Tabatabaei
- Abdul Hosein Amini
- Leyla Qasim
- Mirza Yahya Imam Juma Khoei
- Amina al-Sadr
- Grand Ayatollah Muhammad Sadeq Al-Sadr
- Grand Ayatollah Muhammad Baqir Al-Sadr
- Hussain Qoli Khan Feyli, Vāli/Wāli de Posht-e-Kuh (hoy Ilam, Irán), y padre del último Vāli de Posht-e-Kuh Gholam Reza Khan.